# Maurice Pialat
Maurice Pialat (Cunlhat, 31 agosto 1925 – Parigi, 11 gennaio 2003) è stato un regista e attore francese.
Ha diretto tra gli altri Fai la maturità prima e Sotto il sole di Satana (Palma d'oro al Festival di Cannes).

## Biografia
Dopo aver eseguito vari lavoretti nella sua gioventù, acquistò negli anni '50 una cinepresa  e realizzò alcuni cortometraggi amatoriali (Isabelle aux Dombes nel 1951, Drôles de bobins nel 1957 o L'ombre familière nel 1958) che gli permisero di essere notato dal produttore Pierre Braunberger. Sarà quest'ultimo a produrre il suo primo cortometraggio professionale, L'amour existe (1960).
Continua a girare altri cortometraggi durante quegli'anni, ma a differenza dei suoi contemporanei della Nouvelle Vague che sono riusciti a passare al cinema molto presto, Maurice Pialat ha dovuto aspettare fino al 1968 per dirigere il suo primo lungometraggio, L'Enfance nue, che esce nel 1969.

## Filmografia

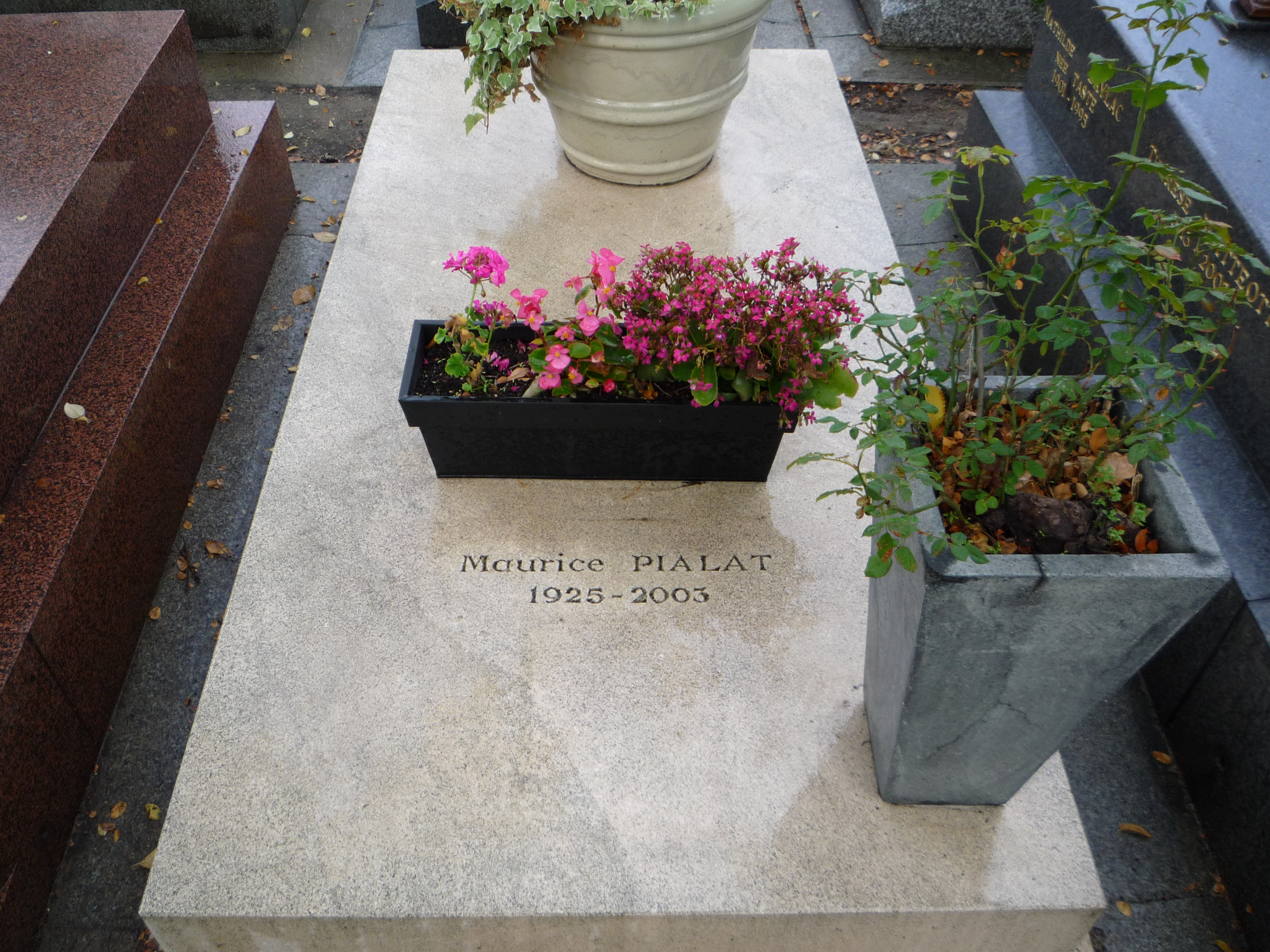
La tomba di Pialat al cimitero di Montparnasse a Parigi

### Regista
- L'Enfance nue (1968)
- La Maison des bois - Serie televisiva (1970)
- L'amante giovane (Nous ne vieillirons pas ensemble) (1972)
- La Gueule ouverte (1974)
- Fai la maturità prima (Passe ton bac d'abord) (1978)
- Loulou (1980)
- Ai nostri amori (À nos amours) (1983)
- Police (1985)
- Sotto il sole di Satana (Sous le soleil de Satan) (1987)
- Van Gogh (1991)
- Le Garçu (1995)